# Retablo de la flagelación
El retablo de la flagelación es una obra pintada al óleo sobre tabla y que data de entre finales del siglo XV y principios del XVI. El retablo es un políptico compuesto por cinco paneles. El retablo fue atribuido a Juan de Zamora y posteriormente a Alonso Aguilar, opciones actualmente descartadas. Procedente del antiguo Hospital de Antón Cabrera, actualmente se conserva en el Museo de Bellas Artes de Córdoba.

## Descripción
El cuerpo principal del retablo representa la flagelación de Cristo, atado a una columna. El panel superior izquierdo representa a San Antonio Abad. El panel inferior izquierdo representa la estigmatización de San Francisco de Asís. El panel superior derecho representa a San Juan Evangelista. El panel inferior derecho representa a San Antonio de Padua.

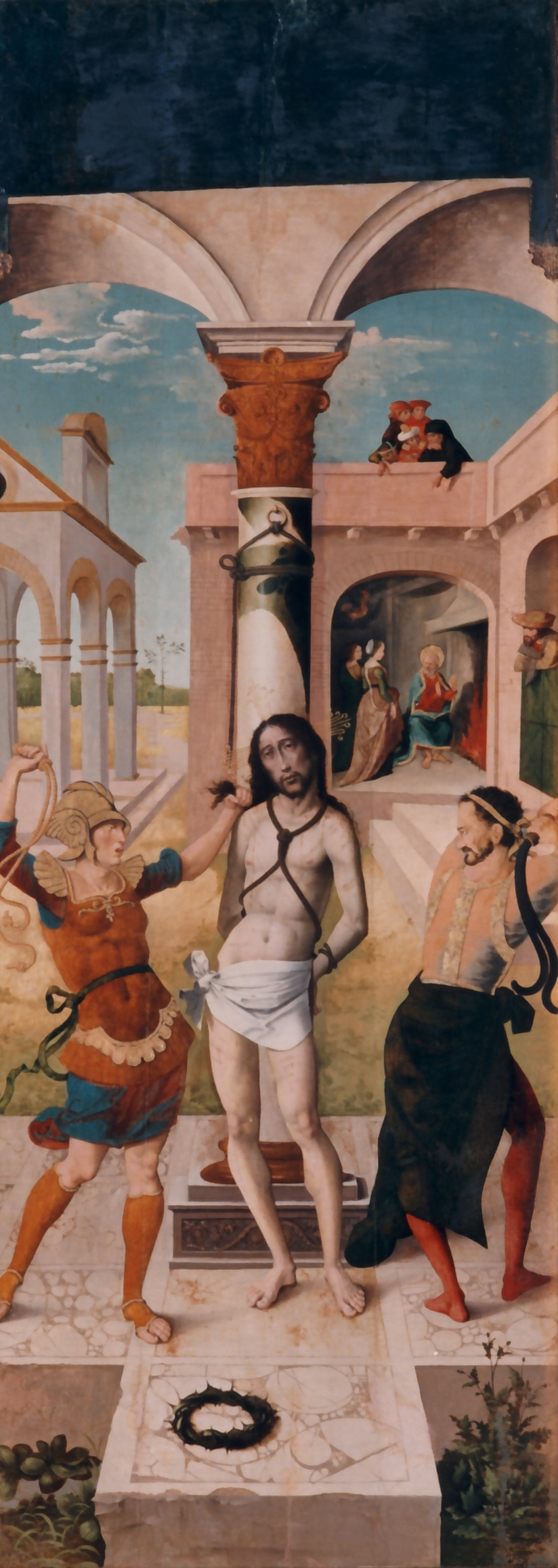
Jesús amarrado a la columna.
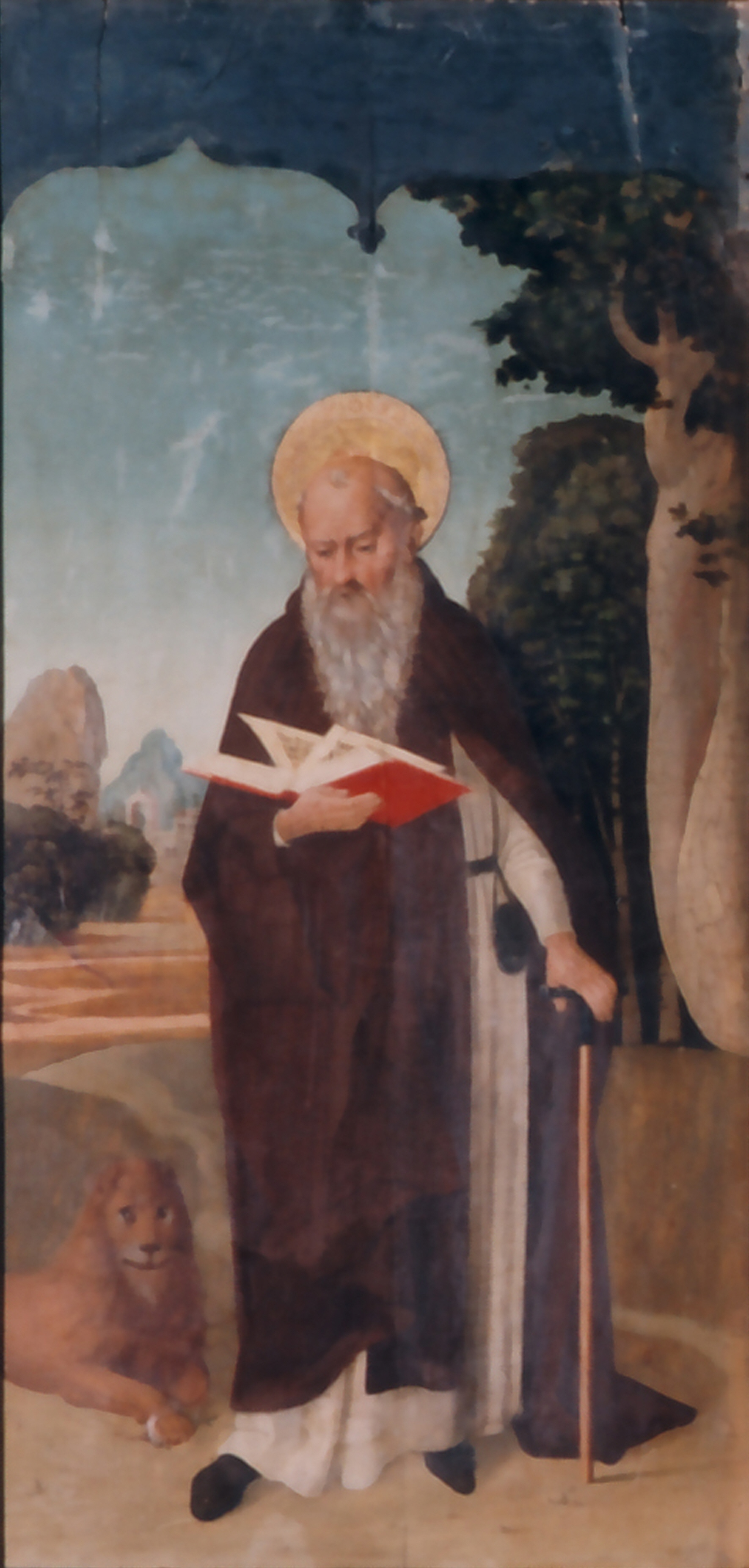
San Antonio Abad.
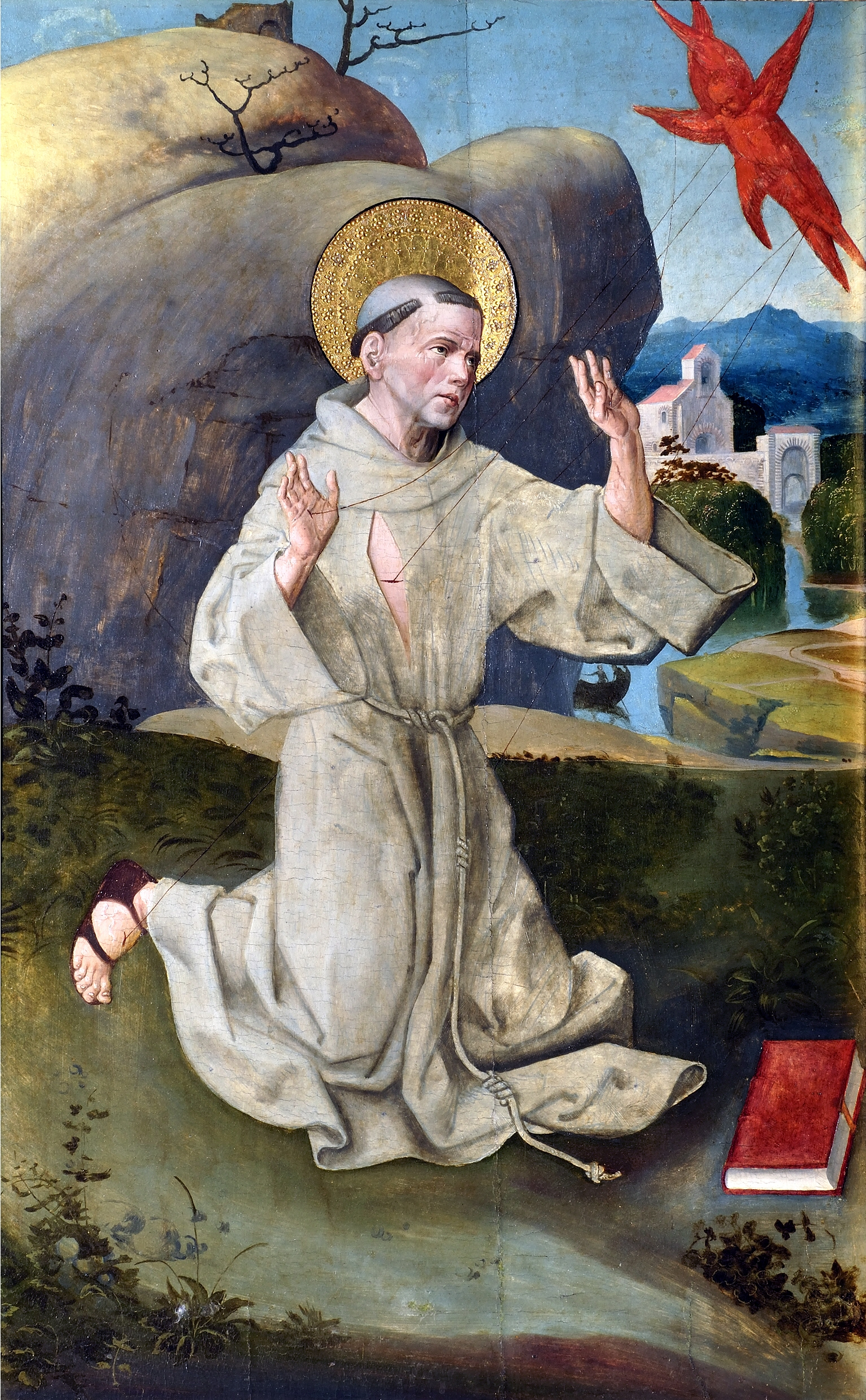
San Francisco de Asís.
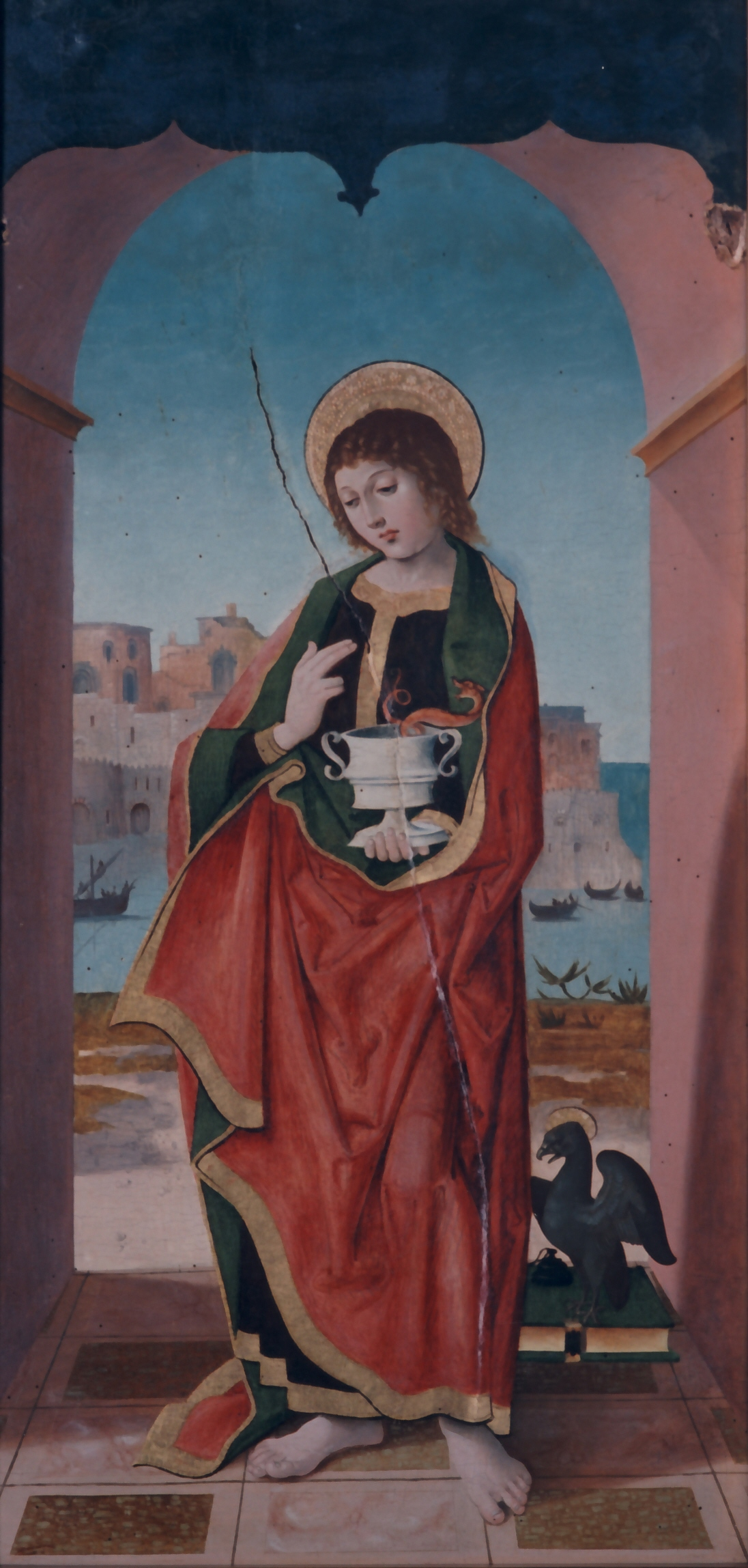
San Juan Evangelista.
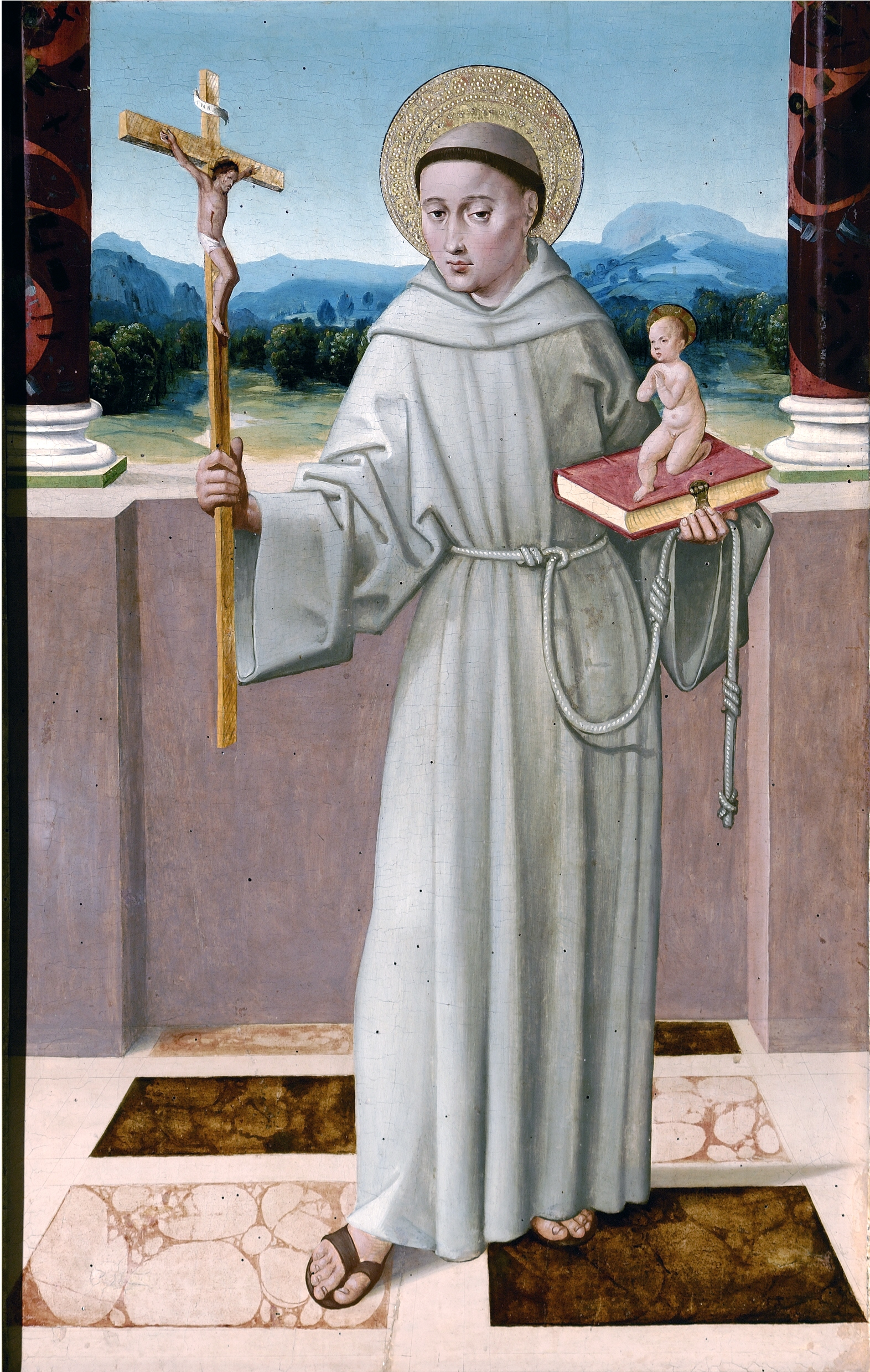
San Antonio de Padua con el Niño.